# Daniel Stange
Daniel Stange (né le 22 décembre 1985 à Orange, Californie, États-Unis) est un lanceur droitier de baseball qui évolue dans les Ligues majeures pour les Padres de San Diego.

## Carrière
Joueur de l'Université de Californie à Riverside, Daniel Stange est drafté en 7e ronde en 2006 par les Diamondbacks de l'Arizona.
Le 28 avril 2010, il est rappelé des Aces de Reno, le club-école Triple-A des Diamondbacks, pour remplacer le releveur blessé Leo Rosales. Stange fait ses débuts dans les majeures le 29 avril en lançant une manche en relève au Wrigley Field contre les Cubs de Chicago. Après l'acquisition par les Diamondbacks de l'ancien des Royals Carlos Rosa, Stange est retourné aux mineures. Après avoir joué en ligues mineures pour les D-Backs en 2011 et brièvement en 2012, il est mis sous contrat par les Padres de San Diego le 9 mai 2012.